# Nick Emerson
Nick Emerson (* 20. Jahrhundert) ist ein irischer Filmeditor. Seit Beginn der 2000er Jahre war er an mehr als 30 Film- und Fernsehproduktionen beteiligt. Für seine Arbeit an dem Spielfilm Konklave (2024) von Edward Berger wurde er für mehrere Filmpreise nominiert, unter anderem für den Oscar.

## Leben und Karriere

### Jugend und Beginn als Editor
Nick Emerson stammt aus Irland. Bereits als Jugendlicher begeisterte er sich für das Kino. Nachdem er Martin Scorseses Taxi Driver gesehen hatte, begann er zuerst über eine berufliche Karriere als Kameramann nachzudenken. Nach einer Tätigkeit als Set-Runner bei den Dreharbeiten zu einem Kurzfilm kam Emerson mit dem Filmschnitt in Berührung und begeisterte sich sofort für den Beruf des Editors.
Nach der gemeinschaftlichen Herstellung von Videoprojekten wechselte Emerson zu den Fernsehnachrichten. In diesem Bereich verbrachte er circa sieben bis acht Jahre, ehe er sich Kurz- und Dokumentarfilmen und schließlich Spielfilmen zuwandte. Der Praktiker setze weniger Wert auf das Erlernen von Filmtheorie, sondern begeisterte sich für die abwechslungsreiche Arbeit an verschiedenen Filmprojekten. Vor allem Dokumentarfilme hätten ihm die notwendigen Fähigkeiten vermittelt, eine Geschichte zu erzählen. Ebenfalls Rat erhielt er durch die gemeinsame Zusammenarbeit mit Terry Gilliam an dem Kriminalfilm Whole Lotta Sole (2011) mit Brendan Fraser und Colm Meaney in den Hauptrollen. Daneben besuchte Emerson ein Jahr lang das Springvale Training Centre in Belfast und machte einen sechswöchigen Kurs an der Filmhochschule des University College Dublin (UCD).
Seit Beginn der 2000er Jahre hat Emerson an über 30 Film- und Fernsehprojekten mitgewirkt. Mehrfach zusammen arbeitete er mit den Regisseuren Lisa Barros D’Sa und Glenn Leyburn (The 18th Electricity Plan, 2006; Cherrybomb, 2009; Good Vibrations, 2012; Ordinary Love, 2019) sowie mit William Oldroyd (Lady Macbeth, 2016; Eileen, 2023). Für David Mackenzies vielfach preisgekröntes Gefängnisdrama Mauern der Gewalt (2013) mit Jack O’Connell wurde er erstmals für den Irish Film and Television Award nominiert. Den Preis gewann Emerson schließlich für den Schnitt an der Jugendbuch-Verfilmung I Am Not a Serial Killer (2016) von Billy O’Brien. Im Jahr 2014 zählte Emerson Mauern der Gewalt sowie das in der Punk-Rock-Szene Belfasts angesiedelte Drama Good Vibrations zu den Arbeiten, auf die er am stolzesten sei.

### Erfolg mitKonklave
Den Durchbruch als Filmeditor ebnete Emerson der Thriller Konklave (2024) von Edward Berger. Auf die Verfilmung des gleichnamigen gleichnamigen Romans von Robert Harris war er durch Tessa Ross aufmerksam geworden. Mit der Filmproduzentin hatte er zuvor unter anderem an der Serie Life After Life (2022) zusammengearbeitet. Gleichzeitig hatte Emerson die Arbeit von Berger an der Miniserie Patrick Melrose (2018) bewundert und begeisterte sich für Peter Straughans Drehbuch. Beim ersten Treffen mit dem Regisseur befanden sich beide sofort auf einer Wellenlänge – mit Alan J. Pakulas paranoiden 1970er-Jahre-Thrillern Die Unbestechlichen (1976) und Zeuge einer Verschwörung (1974) hatten beide laut Emerson auch an dieselben Referenzen für Konklave gedacht. Berger und er bewunderten deren strenge Szenenkonstruktionen und wandten diese Methode auch für ihren Film an.
Emerson besuchte mehrere Male das Filmset von Konklave in Rom, hielt sich aber ansonsten an ein detailliertes Storyboard von Berger. Der Editor bearbeitete das Material zumeist in London und erhielt vom Regisseur viele Freiheiten. Häufig sollten Szenen mit zum Beispiel sieben Schnitten auf einige wenige montiert werden. Berger legte dabei Wert auf einen eleganten und präzisen Inszenierungsstil. Beide gingen von Anfang an das Filmmaterial detailliert durch, anstatt vorab auf das fertige Produkt zu schielen. Dieser Ansatz hätte Emerson lockerer und objektiver werden lassen.
Konklave wurde in der Filmpreissaison 2024/25 in zahlreichen Kategorien für den Golden Globe- und British Academy Film Award (BAFTA Award) nominiert. Emerson Arbeit wurde mit Nominierungen für den Oscar, BAFTA, den London Critics’ Circle Film Award sowie für die amerikanischen Critics’ Choice Movie Awards und Eddie Awards der American Cinema Editors belohnt. Nach dem Erfolg von Konklave setzte Berger ihn auch für sein folgendes Filmprojekt The Ballad of a Small Player nach dem gleichnamigen Roman von Lawrence Osborne ein.
Emerson selbst hegt eine Vorliebe für prozessgetriebene Filme, bei denen es fast ausschließlich darum geht, die methodischen Handlungen von Figuren zu beobachten. Zu seinen Favoriten zählt er Robert Bressons Spielfilm Ein zum Tode Verurteilter ist entflohen (1956). Im Jahr 2014 bewunderte Emerson die Filme Catch-22 – Der böse Trick, Zodiac – Die Spur des Killers, Der Pate, Ein Prophet, Alien, The Master, Cinema Paradiso, Rosetta, Der englische Patient und Zeuge einer Verschwörung. Als ihn inspirierende Berufskollegen nannte er Thelma Schoonmaker, Walter Murch, Juliette Welfling, Joe Walker und Andrew Hulme.

## Filmografie
- 2000: Red Rum – Regie: Hugh McGrory
- 2004: The Craig Doyle Show (Fernsehserie)
- 2004: Car Hunt (Fernsehserie)
- 2006: The 18th Electricity Plan (Kurzfilm) – Regie: Lisa Barros D’Sa, Glenn Leyburn
- 2007: Rain (Kurzfilm) – Regie: Ryan Kernaghan
- 2008: Ships That Changed the World (Dokumentar-Miniserie)
- 2009: Cherrybomb – Regie: Lisa Barros D’Sa, Glenn Leyburn
- 2009: Losing Our Religion (Fernsehfilm) – Regie: Brian Henry Martin
- 2011: Ruby and the Duke (Dokumentarfilm) – Regie: Michael Beattie
- 2011: Behold the Lamb – Regie: John McIlduff
- 2011: Atlantis – Das Ende einer Welt (Atlantis: End of a World, Birth of a Legend, Fernsehfilm)
- 2011: Planet of the Apemen: Battle for Earth (Dokumentar-Miniserie, 2 Folgen)
- 2011: Entdecke! (Curiosity, Fernsehserie, 1 Folge)
- 2011: Whole Lotta Sole – Regie: Terry George
- 2012: Good Vibrations – Regie: Lisa Barros D’Sa, Glenn Leyburn
- 2012: The Life and Adventures of Nick Nickleby (Miniserie)
- 2013: Mauern der Gewalt (Starred Up) – Regie: David Mackenzie
- 2014: The Devil’s Pool (Dokumentar-Kurzfilm) – Regie: Cecily Brennan
- 2014: I Am Here (Kurzfilm) – Regie: David Holmes
- 2014: The Light of My Eyes (Kurzfilm) – Regie: Daniel F. Holmes
- 2015: The Hallow – Regie: Corin Hardy
- 2015: Im Herzen wild (Dare to Be Wild) – Regie: Vivienne De Courcy
- 2015: Quarantine (Kurzfilm) – Regie: Kelly Campbell, Michael McDonough
- 2016: Sky Ladder: The Art of Cai Guo-Qiang (Dokumentarfilm) – Regie: Kevin Macdonald
- 2016: I Am Not a Serial Killer – Regie: Billy O’Brien
- 2016: Lady Macbeth – Regie: William Oldroyd
- 2017: Daphne – Regie: Peter Mackie Burns
- 2017: Pin Cushion – Regie: Deborah Haywood
- 2017: Film Stars Don’t Die in Liverpool – Regie: Paul McGuigan
- 2018: An Evening with Beverly Luff Linn – Regie: Jim Hosking
- 2018: Greta – Regie: Neil Jordan
- 2019: Ordinary Love – Regie: Lisa Barros D’Sa, Glenn Leyburn
- 2020: Emma – Regie: Autumn de Wilde
- 2020: Idiot Prayer – Regie: Nick Cave
- 2021: Here Before – Regie: Stacey Gregg
- 2021: Romeo & Juliet (Fernsehfilm) – Regie: Simon Godwin
- 2022: Life After Life (Fernsehserie) – Regie: John Crowley
- 2023: Eileen (Anatomie d’une chute) – Regie: William Oldroyd
- 2024: Konklave (Conclave) – Regie: Edward Berger

## Auszeichnungen (Auswahl)
- 2014: Nominierung – Irish Film and Television Award (Mauern der Gewalt)[3]
- 2017: Nominierung – Irish Film and Television Award (I Am Not a Serial Killer)[3]

Erhaltene Ehrungen für den Schnitt an Konklave:
- 2025: Nominierung – Oscar
- 2025: Nominierung – British Academy Film Award
- 2025: Nominierung – Critics’ Choice Movie Award
- 2025: Nominierung – Eddie Award
- 2025: Nominierung – London Critics’ Circle Film Award (Beste technische Leistung)
- 2025: Nominierung – Satellite Award